# فيروز أباد (إسفراين)
فيروز أباد (بالفارسية: فیروزآباد) هي قرية تقع في قسم آذري الريفي (مقاطعة إسفراين) في إيران. يقدر عدد سكانها بـ 254 نسمة .